# Аделіну да Палма Карлуш
Аделі́ну да Па́лма Ка́рлуш (порт. Adelino da Palma Carlos; *3 травня 1905, Фару — †27 жовтня 1992, Лісабон) — португальський політик, університетський викладач, адвокат, масон. Був 1-м прем'єр-міністром Португалії після Революції гвоздик, з 16 травня 1974 до 18 липня 1974 року.

## Біографія доРеволюції гвоздик
Аделіну да Палма Карлуш народився в столиці Алгарве місті Фару. Шкільну освіту здобув у Лісабоні, де пізніше, у 1921 році вступив на юридичний факультет Лісабонського університету, який закінчив у листопаді 1926 року з середнім балом 18 (шкала 0-20). З ранніх років належав до однієї з масонських груп. У цей період познайомився з Еліною Гімарайш, дочкою Віторіну де Карвалью Гімарайша (був прем'єр-міністром за часи Першої Республіки), з якою одружився у 1928 році.
Дуже швидко зробив кар'єру адвоката, отримавши у 1934 році ступінь доктора історико-юридичних наук на тому ж юридичному факультеті Лісабонського університету, а наступного року розпочав викладацьку роботу.
У 1949 році був довіреною особою генерала Нортона де Матуша у процесі в Верховному трибуналі юстиції в рамках процесу останнього як кандидата від опозиції на президентських виборах.
У 1951—1956 роках очолював Адвокатський орден Португалії (порт. Ordem dos Advogados Portugueses).
У 1966 році був призначений деканом юридичного факультету Лісабонського університету.

## Біографія післяРеволюції гвоздик
В цей період, генерал Антоніу де Спінола, ставши першим президентом Республіки після революційних подій, 17 травня 1974 року призначає Аделіну Карлуша главою першого після Ради національного порятунку уряду. Серед міністрів новоствореного уряду були Маріу Соареш і Франсішку Са Карнейру, з якими Аделіну Карлуш перебував у взаємовідносинах великої теплоти і розуміння. Проте не знайшовши достатньої підтримки в колах Руху збройних сил (порт. Movimento das Forças Armadas), вже через 2 місяці після призначення на посаду глави уряду, 18 липня 1974 року Аделіну Карлуш подає у відставку.
На президентських виборах 8 грудня 1980 року був довіреною особою Рамалью Еанеша як кандидата на посаду президента Республіки (другий мандат). У 1984 році був обраний почесним членом комісії з нагоди святкування 10-ї річниці Революції гвоздик.
Будучи прихильником Рамалью Еанеша, належав до Консультативної ради створеної останнім Демократичної партії відновлення у 1985 році. Проте під час конвенції вищезгаданої партії, яка проходила в Томарі, відмовився прийняти пропозицію стати її головою, бажаючи залишитись позапартійним.
Помер 25 жовтня 1992 року у Лісабоні, у віці 87 років.